# Kodi Smit-McPhee

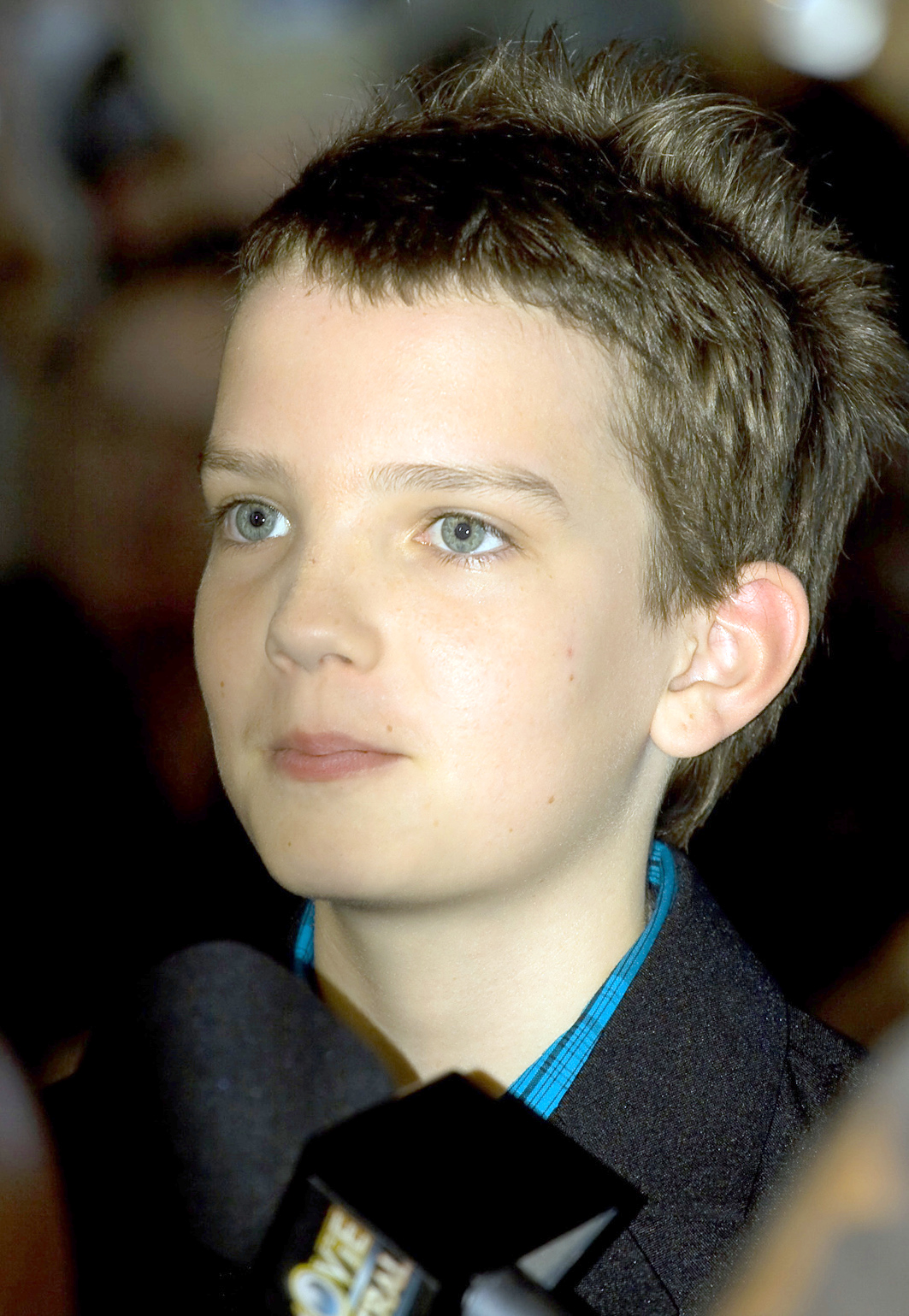
Kodi Smit-McPhee podczas premiery filmu Droga

Kodi Smit-McPhee (ur. 13 czerwca 1996 w Adelaide) – australijski aktor. Grał m.in. w filmach: Droga, Ewolucja planety małp, X-Men: Apocalypse, X-Men: Mroczna Phoenix, Psie pazury.

## Życie prywatne
W wieku 16 lat zdiagnozowano u niego zesztywniające zapalenie stawów kręgosłupa, zwyrodnieniową postać zapalenia stawów która powoduje zrastanie się kręgów kręgosłupa, która doprowadziła do zaćmy i utraty wzroku w jego lewym oku.
Od roku 2014 jest w związku ze swoją długoletnią dziewczyną Rebeccą Phillipou. W rudniu 2022 roku para zaręczyła się. 

## Filmografia
| Rok  | Tytuł                              | Rola                       | Uwagi                |
| ---- | ---------------------------------- | -------------------------- | -------------------- |
| 2005 | Stranded                           | Teddy                      | film krótkometrażowy |
| 2006 | Fatal Contact: Bird Flu in America | Toby Connelly              | film TV              |
| 2007 | Mój ojciec i ja                    | Raimond                    |                      |
| 2007 | The King                           | młody John Wesley          | film TV              |
| 2009 | Tinytown                           | Davis                      |                      |
| 2009 | Droga                              | Chłopiec                   |                      |
| 2010 | Pozwól mi wejść                    | Owen                       |                      |
| 2010 | Matching Jack                      | Finn                       |                      |
| 2012 | ParaNorman                         | Norman Babcock             | głos                 |
| 2012 | Dead Europe                        | Josef                      |                      |
| 2013 | Kongres                            | Aaron Wright               |                      |
| 2013 | Romeo i Julia                      | Benvolio                   |                      |
| 2013 | A Birder's Guide to Everything     | David Portnoy              |                      |
| 2014 | Ewolucja planety małp              | Alexander                  |                      |
| 2014 | Miejska dżungla                    | James Charm                |                      |
| 2014 | Young Ones                         | Jerome Holm                |                      |
| 2014 | Pszczólka Maja: Film               | Willy                      | głos                 |
| 2015 | Slow West                          | Jay Cavendish              |                      |
| 2016 | X-Men: Apocalypse                  | Kurt Wagner / Nightcrawler |                      |
| 2018 | Alpha                              | Keda                       |                      |
| 2019 | X-Men: Mroczna Phoenix             | Kurt Wagner / Nightcrawler |                      |
| 2019 | Nazywam się Dolemite               | Nick                       |                      |
| 2020 | 2067                               | Ethan Whyte                |                      |
| 2021 | Psie pazury                        | Peter Gordon               |                      |
| 2022 | Elvis                              | Jimmie Rodgers             |                      |